# Epigeneza (biologia)
Epigeneza (gr. epí ‘na’, ‘do’; génesis ‘narodzenie’, ‘pochodzenie’) – hipoteza w biologii rozwoju zakładająca, że organizm potomny w procesie embriogenezy powstaje od nowa. Jest ona opozycyją do teorii preformacji. Pogląd ten ma swój początek w myśli Arystotelesa, który zakładał, że zarodki (embriony) formują się z homogenicznego materiału. Pogląd ten udowodnił w XVIII wieku Caspar Friedrich Wolff, niemiecki uczony obserwujący rozwój embrionu kurzego. Proces epigenezy polega na postępującym różnicowaniu się komórek.